# کولین پیتس
 کولین پیتس  (به انگلیسی: Colin Pates) (زاده ۱۰ آگوست ۱۹۶۱ - لندن) بازیکن سابق فوتبال اهل انگلستان است. وی سابقه عضویت در باشگاه چلسی و آرسنال را دارد.